# Cocenești, Argeș
Cocenești este un sat în comuna Mioarele din județul Argeș, Muntenia, România.